# أبرار (اسم)
أَبْرَار هو اسم علم مؤنث من أصل عربي، جاء الاسم على صيغة الجمع (المفرد: بَرّ، بَار)، معناه: الصادق، المطيع، المطهَّر.

## الأصل اللغوي
أبرار اسم من المصدر برر. قال تعالى في سورة الإنسان ﴿إِنَّ الْأَبْرَارَ يَشْرَبُونَ مِنْ كَأْسٍ كَانَ مِزَاجُهَا كَافُورًا ۝٥﴾ [الإنسان:5]، وقال في سورة المطففين ﴿إِنَّ الْأَبْرَارَ لَفِي نَعِيمٍ ۝٢٢﴾ [المطففين:22]، والأبرار هم الصادقون المطيعون والمطهرون، ويقال: رِجالٌ أبرار : رِجال صدقٍ وَخير وَإحسان وإصلاح؛ وشراب الأبرار: شراب الصالحين وهو اسم لزمزم.